# Rhinolophoidea
Rhinolophoidea es una superfamilia de murciélagos incluida en el suborden de los 	microquirópteros. Incluye seis géneros diferentes agrupados en cinco familias.